# Sphaerodactylus gaigeae
Sphaerodactylus gaigeae este o specie de șopârle din genul Sphaerodactylus, familia Gekkonidae, descrisă de Verne Edwin Grant în anul 1932. Conform Catalogue of Life specia Sphaerodactylus gaigeae nu are subspecii cunoscute.